# Fadensteig

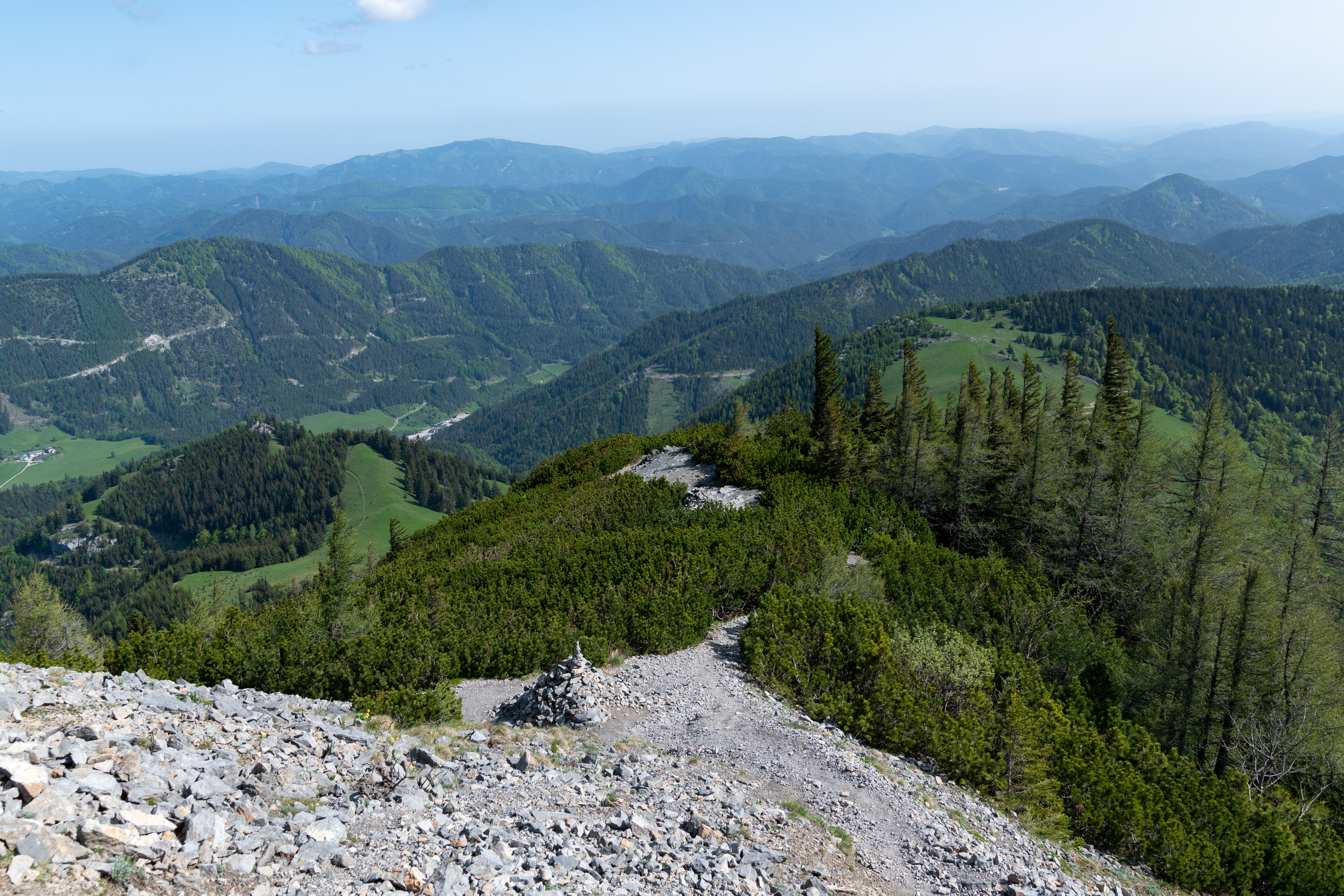
Blick vom Fadensteig auf die Gutensteiner Alpen

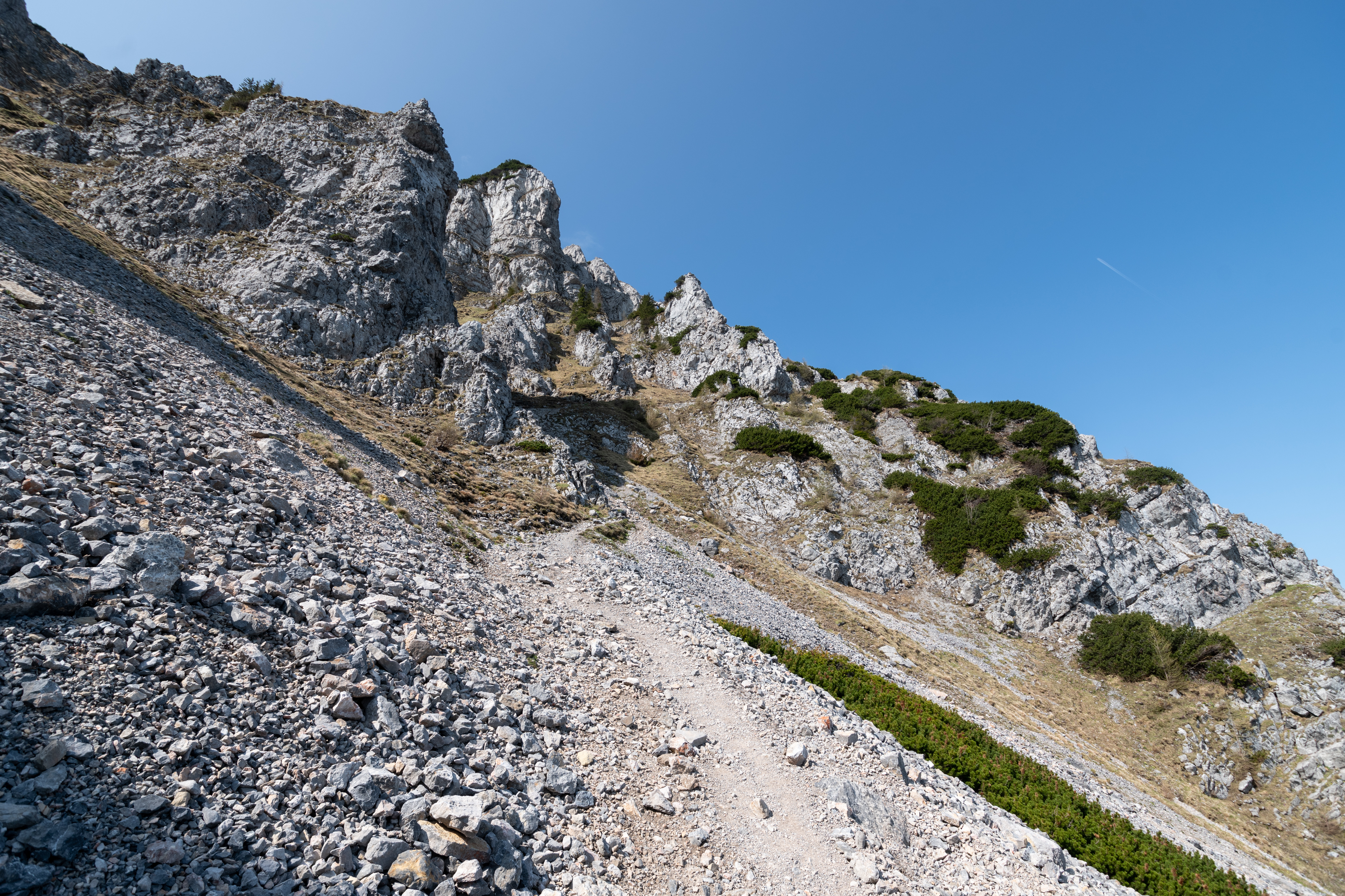
Nördlicher Teil des Fadensteigs

Der Fadensteig befindet sich an der Nordseite des Schneebergs im südlichen Niederösterreich. Für geübte Wanderer mit Steigerfahrung stellt der Aufstieg über den Fadensteig einen lohnenden Weg zum Gipfel dar. 
Ausgangspunkt des Fadensteigs ist die Edelweisshütte am Fadensattel in 1235 m ü. A. In seinem anspruchsvollsten Abschnitt quert der Steig die Fadenwände; hier sind kurze Passagen mit einem Drahtseil gesichert. Insgesamt müssen bis zur Fischerhütte rund 800 Höhenmeter überwunden werden.
Der Fadensteig wird sowohl im Sommer als auch im Winter begangen, wobei der Schwierigkeitsgrad durch Vereisung und Schneefelder im Winter höher ist.
Koordinaten: 47° 47′ 15″ N, 15° 48′ 38″ O